# José Macrí
José Antonio Macrí (Buenos Aires, 22 gennaio 1917 – 7 luglio 1987) è stato un calciatore argentino, di ruolo attaccante.

## Carriera
Giocò in Brasile nel Clube Atlético Ypiranga di San Paolo.
Nel 1946 si trasferisce in Italia, al Genoa segnalato da un ex calciatore rossoblu, Ugo Magnifico.
Con i liguri esordisce il 25 maggio 1947, nella vittoria esterna contro la Roma, segnando l'unica rete dell'incontro.
La stagione termina con la conquista del decimo posto in coabitazione con altre tre squadre.